# Berkan Kutlu
Berkan Kutlu, né le 25 janvier 1998 à Monthey en Suisse, est un footballeur international turc qui évolue au poste de milieu central au Galatasaray SK.

## Biographie

### En club
Né à Monthey en Suisse, Berkan Kutlu commence le football dans l'un des clubs de sa ville natale, le FC Monthey. En juillet 2018, il rejoint le FC Sion.
En juillet 2020, il rejoint la Turquie en s'engageant avec Alanyaspor. Il découvre alors la Süper Lig, jouant son premier match sous ses nouvelles couleurs dans cette compétition, contre Sivasspor le 12 septembre 2020, à l'occasion de la première journée de la saison 2020-2021 (victoire 0-2 d'Alanyaspor). Il inscrit son premier but le 22 novembre 2020, lors d'une rencontre de championnat face à l'Antalyaspor. Il entre en jeu et marque le second but de son équipe, qui s'impose par deux buts à zéro.
Le 29 juillet 2021, il s'engage en faveur du Galatasaray SK, pour un contrat courant jusqu'en juin 2026. Il joue son premier match sous ses nouvelles couleurs le 5 août 2021, lors d'une rencontre qualificative pour la Ligue Europa contre le St Johnstone FC. Il s'agit de son premier match de coupe d'Europe et il est titularisé. Les deux équipes se neutralisent (1-1). Kutlu inscrit son premier but pour Galatasaray le 8 novembre 2022, à l'occasion d'une rencontre de coupe de Turquie face à Ofspor. Il marque le but vainqueur après une passe de Juan Mata (2-1 score final).
Le 31 août 2023, Berkan Kutlu est prêté pour une saison en Italie, du côté du Genoa CFC. Le club dispose d'une option d'achat sur le joueur. Très peu utilisé au Genoa, il voit son prêt prendre fin prématurément en janvier 2024 et fait son retour à Galatasaray.

### En équipe nationale
Berkan Kutlu honore sa première sélection avec l'équipe nationale de Turquie le 8 octobre 2021, lors d'un match face à la Norvège. Il entre en jeu à la place d'Ozan Tufan lors de cette rencontre, qui se solde par un score nul de un partout.